# 栃木県道312号大平下停車場線

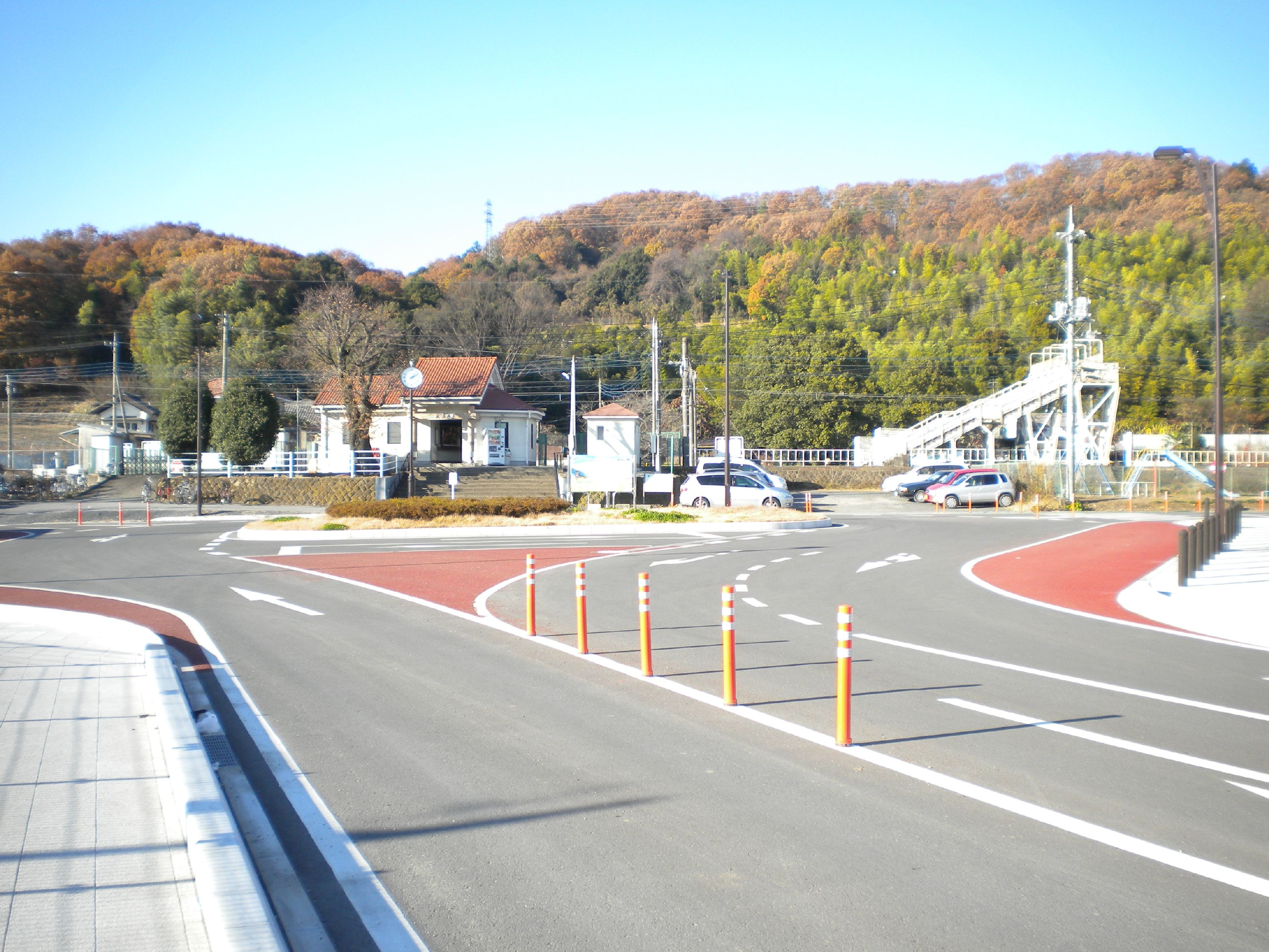
廃止後（2011年12月時点）の全景。終点付近より起点を望む。整備事業前に比べ大幅に道幅が拡幅された。

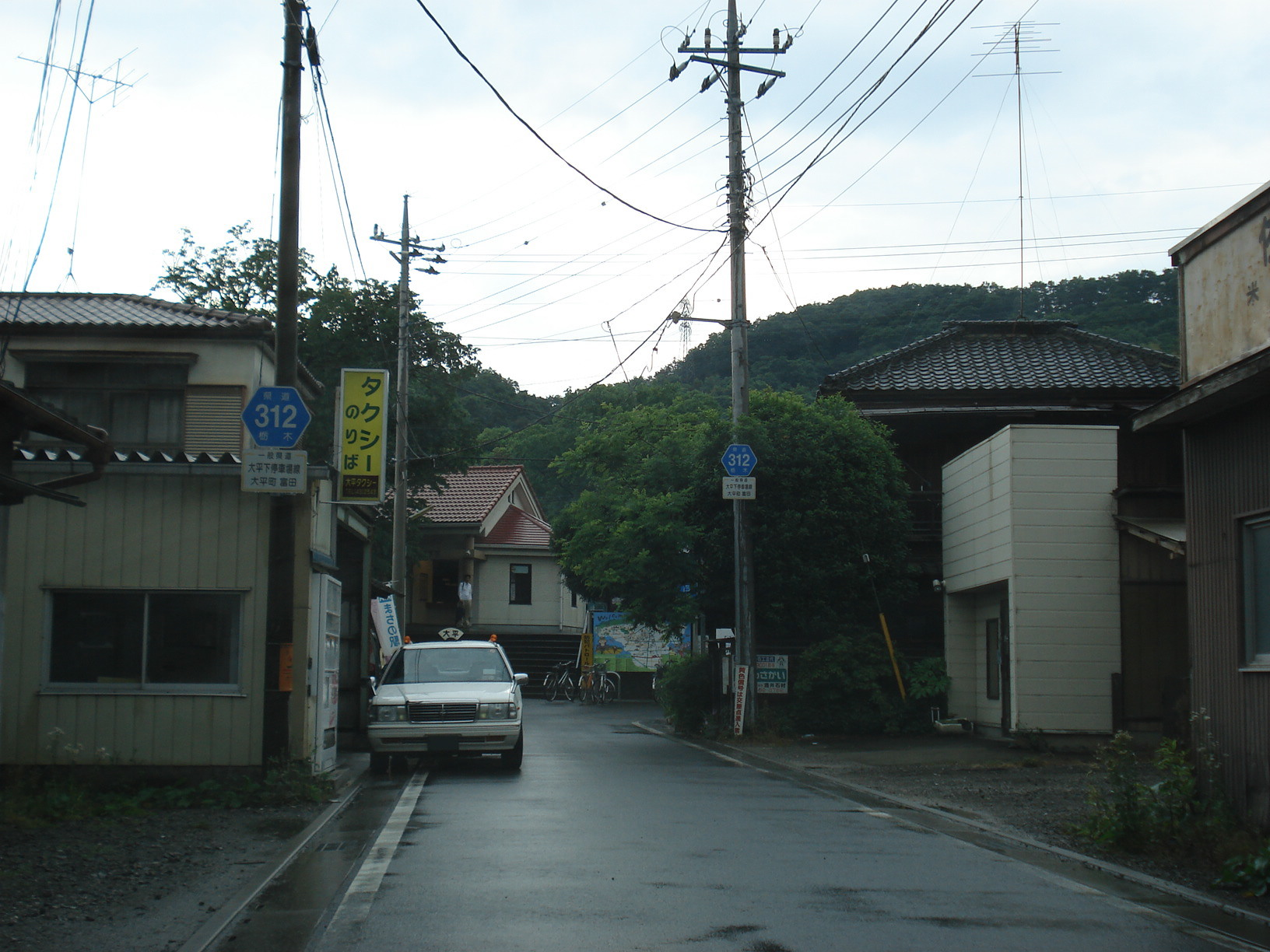
整備事業前（2007年5月）の全景。終点付近より起点を望む。突き当たりが大平下駅。
短い路線ながら、県道標識は2枚設置されていた。

栃木県道312号大平下停車場線（とちぎけんどう312ごう おおひらしたていしゃじょうせん）は、栃木県栃木市に位置する一般県道であった。2010年に路線認定廃止され市へ移管された。

## 概要
栃木市大平地域の玄関口の一つであるJR大平下駅と栃木県道11号栃木藤岡線富田バイパスを連絡する道路。付近には大平町ぶどう団地や栃木市立大平西小学校があり、当路線は沿線住民の生活道路となっていた。
大平下駅前の駅前広場整備に伴い2010年に県道認定廃止となった。

### 路線データ
以下は県道認定廃止時の情報である。
- 総延長：0.058km[2]
- 実延長：0.058km[2]
- 起点：栃木県栃木市大平町富田（大平下停車場）
- 終点：栃木県栃木市大平町富田（JR大平下駅入口交差点 = 栃木県道11号栃木藤岡線交点）
- 認定：1990年（平成2年）3月31日
- 廃止：2010年（平成22年）5月21日

## 歴史

### 年表
- 1990年（平成2年）3月31日 - 一般県道として認定。
- 2010年（平成22年）5月21日 - 廃止告示[1]。

## 路線状況

### 交通量
24時間自動車類交通量（台/日）
- 2,743（推定値）

## 地理

### 通過する自治体
- 栃木県
  - 栃木市

### 沿線施設
- JR両毛線 大平下駅
- 大平タクシー